# Carlomagno Pedro Martínez
Carlomagno Pedro Martínez, né le 17 août 1965 à San Bartolo Coyotepec, dans l'État d'Oaxaca, au Mexique, est un artiste et artisan mexicain de la céramique barro negro. Il vient d'une famille de potiers d'une ville réputée pour son artisanat. Il a commencé à mouler des figures dès son enfance et a reçu une formation artistique à l'âge de 18 ans. Son travail a été exposé au Mexique, aux États-Unis et en Europe et il a été reconnu comme artiste et artisan. Aujourd'hui, il est également directeur du Musée d'État de l'art populaire d'Oaxaca (MEAPO) dans sa ville natale. En 2014, Martínez a reçu le Prix national des arts et des sciences du Mexique.

## Formation

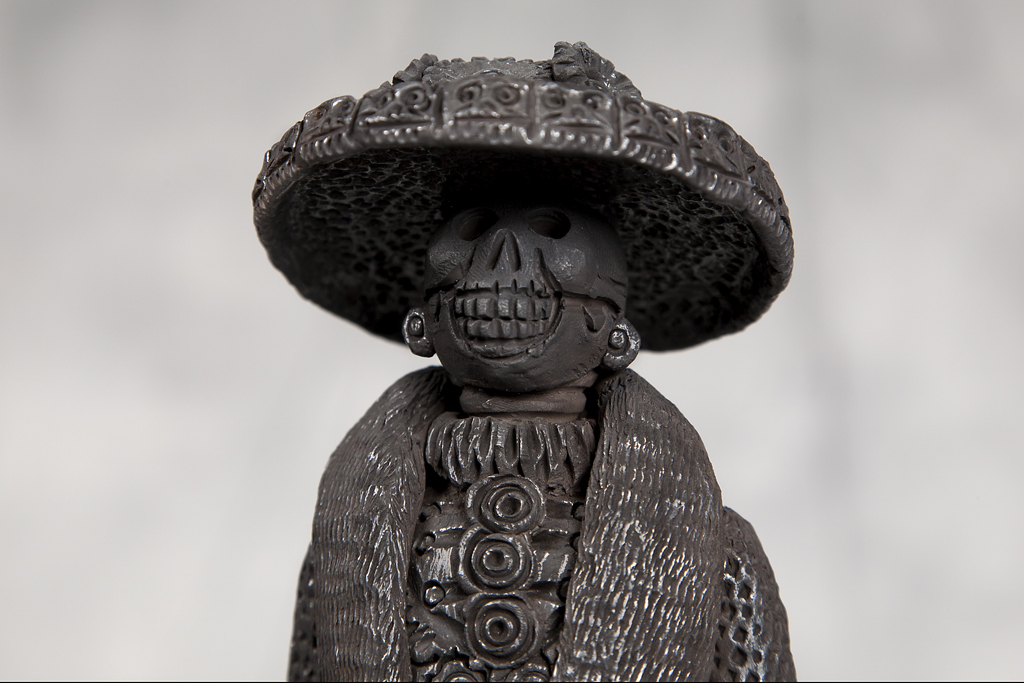
Détail d'une figurine de Catrina en barro negro par l'artisan

Pedro a grandi à San Bartolo Coyotepec qui a une tradition céramique qui remonte à la période préhispanique. La spécialité locale est le barro negro ou argile noire, qui tire sa couleur des propriétés de l'argile lorsqu'elle est manipulée d'une manière spécifique. La plupart des potiers utilisent encore des techniques datant de la période préhispanique, en particulier dans le moulage, bien qu'il y ait eu des innovations dans la cuisson. Ses grands-parents ainsi que ses parents, Antonio Eleazar Pedro Carreño et Glafira Martínez Barranco, travaillent l'argile locale. Son père a commencé à expérimenter des formes plus créatives afin de gagner plus d'argent pour le travail de la famille et ses deux parents ont appris à leurs enfants à être fiers du travail qu'ils font.
Son prénom, Carlomagno, est la version espagnole de Charlemagne que sa grand-mère Magdalena Carreño admirait beaucoup. Son père lui a donné le nom en l'honneur de sa mère.

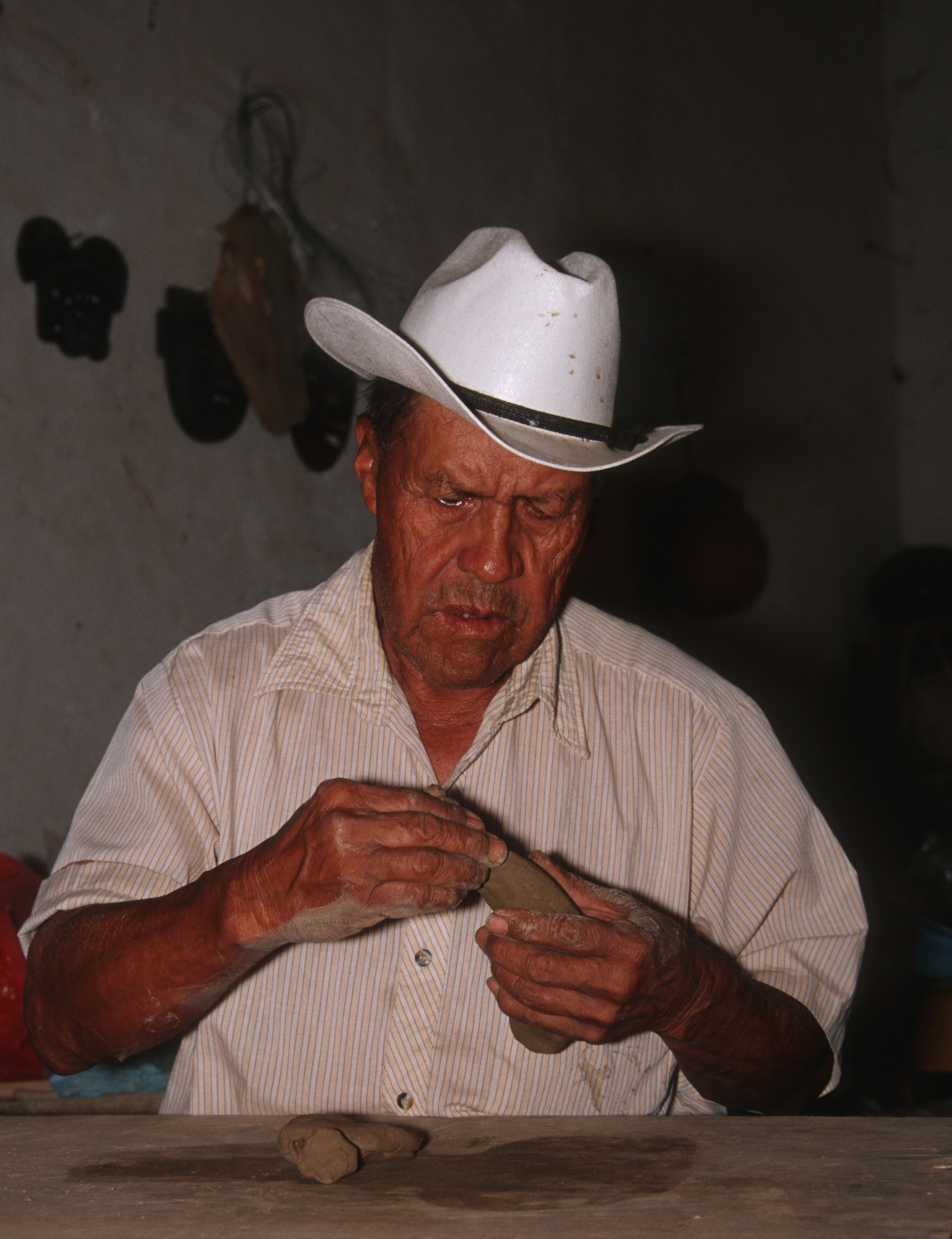
Son père, Eleazar Pedro Carreño

Pedro a commencé à travailler la céramique quand il était enfant, en fabriquant des personnages tels que des guerriers aztèques, des soldats mexicains et des clowns, à partir d'images qu'il voyait dans les livres. En 1982, à l'âge de 18 ans, il s'inscrit à l'atelier Rufino Tamayo dans la ville d'Oaxaca. Cette formation lui a permis d'apprendre à combler le fossé entre l'artisanat et l'art populaire et les beaux-arts. Il a reçu le Premio Nacional de La Juventud Presidencia de la República (prix national de la jeunesse Présidence de la République) en 1987, ce qui lui a valu une bourse de l'ambassade des États-Unis au Mexique en 1989.
A l'âge de 31 ans, il a commencé à donner des cours aux enfants de Coyotepec, à qu'il apprenait lui-même à utiliser le tour des potier, ce qui a conduit à la formation d'un grand groupe concentré sur la création de figurines en argile.

## Inspiration et création

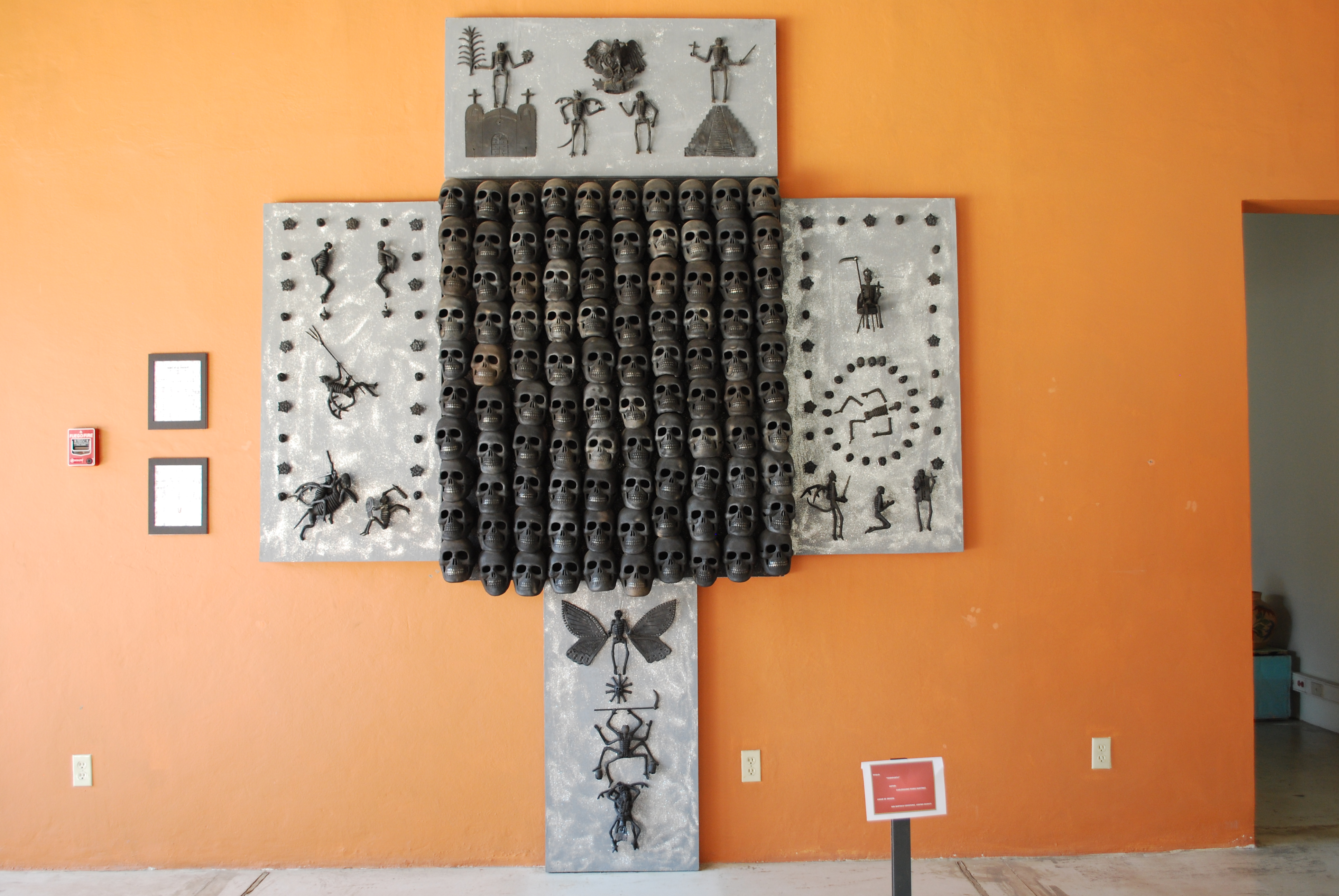
« Tzompantli » au Musée d'État de l'art populaire d'Oaxaca.

Pedro affirme qu'il utilise l'argile pour exprimer ses émotions comme d'autres peignent ou écrivent. Bien que la plupart de ses pièces soient basées sur des personnages traditionnels de Oaxaca, elles incluent aussi des représentations humoristiques de personnalités et d'événements modernes. Ses pièces sont principalement basées sur des légendes et des mythes locaux ainsi que sur des traditions religieuses métisses comme l'enterrement de Jésus et le Christ sur la croix. L'une de ses inspirations pour son travail a été les festivals et carnavals locaux. L'un d'eux est la fête de sa ville natale en l'honneur de saint Pierre. Un autre thème qui revient dans son œuvre est celui de la mort, mais ils ne sont ni dramatiques ni grotesques. L'une des raisons du thème est qu'il complète la couleur, ce qui peut donner une impression de mystère,. Deux de ses personnages populaires s'appellent « Nuestra Abuela » (notre grand-mère), qui est une représentation de la mort et du dieu zapotèque du feu. Il a créé des versions sculptées de figurines dessinées par José Guadalupe Posada et Francisco Goitia (en)
.

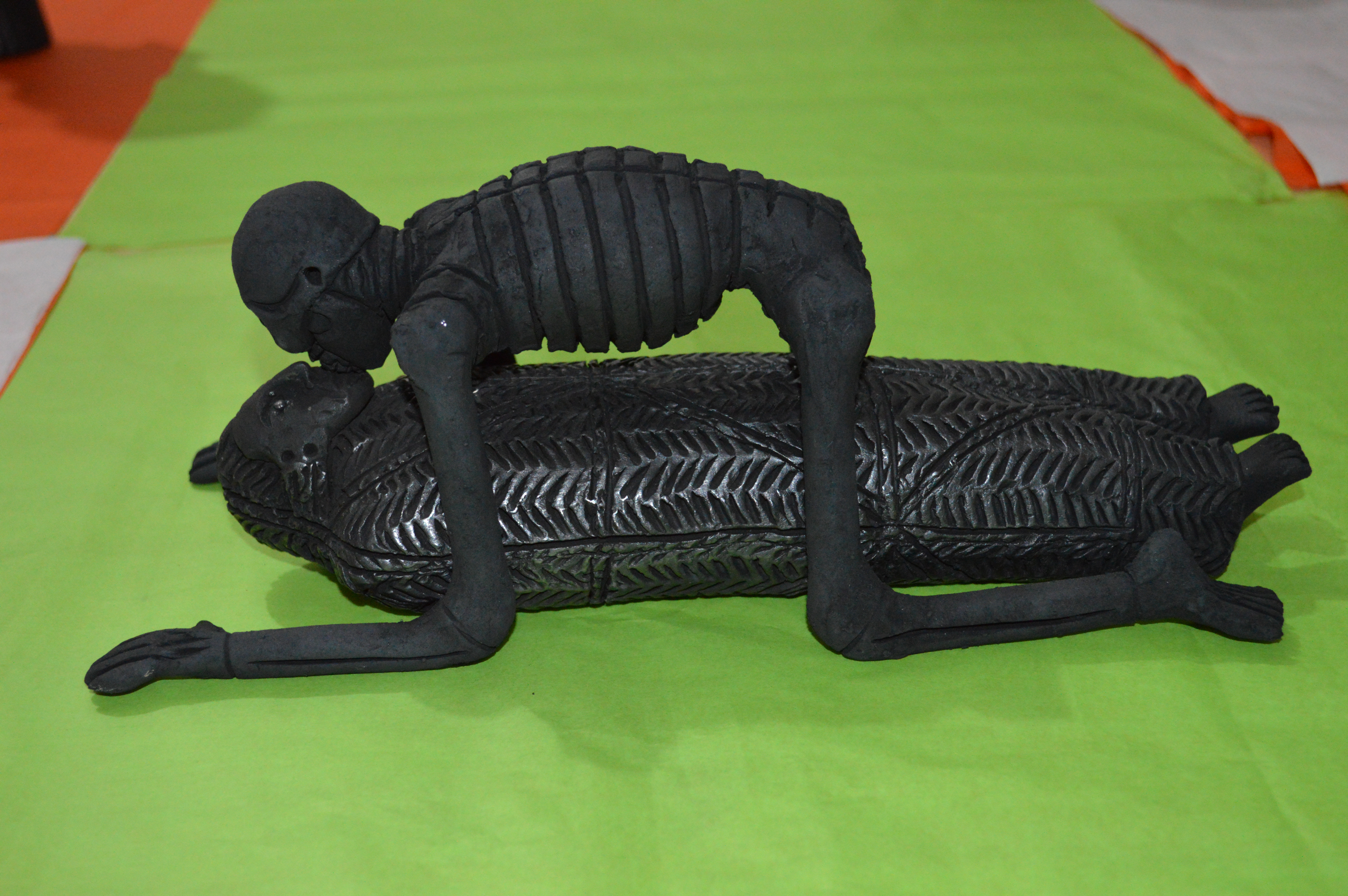
Figurine squelettique avec momie exposée à l'atelier.

Il a également créé des peintures murales et d'autres œuvres d'art en barro negro, dont beaucoup utilisent l'éclat du médium pour jouer avec la lumière. Actuellement, une grande partie de son inspiration vient d'autres régions du Mexique. Pedro crée des pièces pour des commandes spéciales. Certaines d'entre elles comprennent des personnages historiques et culturels, qui ont été exposés dans des musées et des galeries au Mexique et à l'étranger, et beaucoup font partie de collections privées. Son travail a été présenté dans des lieux tels que le Musée national d'art mexicain à Chicago, la Galería de la Raza (en) à San Francisco et le Laumeier Sculpture Park (en) à Saint-Louis, dans le Missouri.
Le travail de Pedro est toujours fait entièrement à la main dans le but de ne pas répéter exactement une pièce qu'il avait faite auparavant. Après modelage, la pièce est laissée à sécher complètement puis cuite dans un four souterrain. Ce four est complètement scellé pour limiter la quantité d'oxygène à l'intérieur et permettre la couleur noire des pièces,. En 1990, lors de l'Encuentro Nacional de Arte Joven (rencontre nationale de l'art jeune) à Aguascalientes, l'œuvre de Pedro attire l'attention du peintre Manuel Felguérez (en) et de la critique d'art Teresa del Conde (en), qui se demandent si Pedro doit être considéré comme artiste ou artisan. Le peintre d'Oaxaca Francisco Toledo le considère comme un artiste et a travaillé pour que ses œuvres soient exposées en Europe,.

## Œuvres et expositions

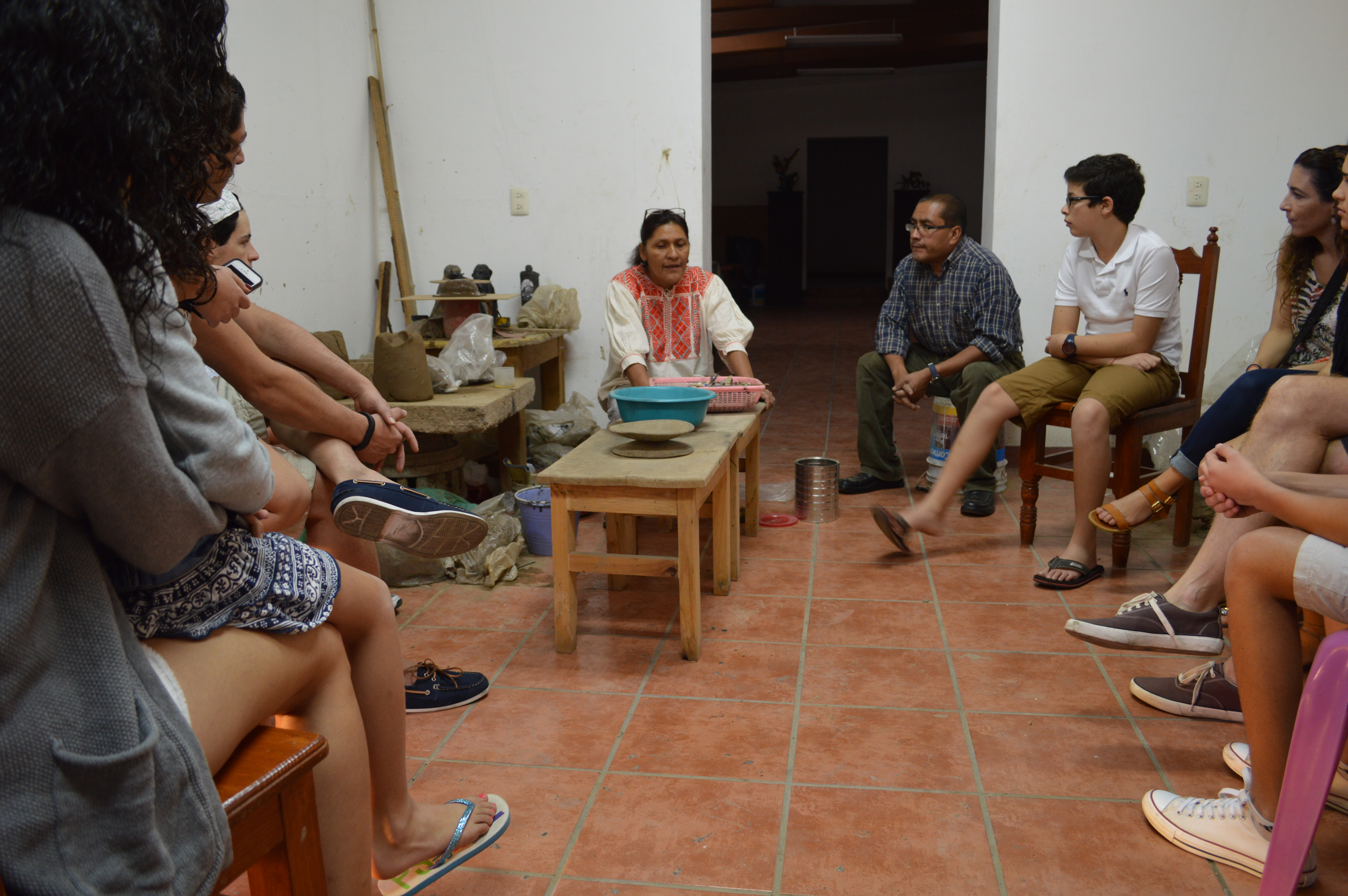
Carlomagno Martínez et sa sœur Adelina font une démonstration de poterie barro negro aux visiteurs de l'atelier familial à San Bartolo Coyotepec.

Sa première exposition a eu lieu en 1983 à la chapelle de hôtel Presidente à Oaxaca. En 1985, ses œuvres sont exposées au Taller de Artes Plásticas (atelier des arts plastiques) de la galerie Rufino Tamayo et dans deux galeries à Mexico. En 1988, son travail est apparu à l'Encuentro Nacional de Arte Joven à Aguascalientes. En 1990, son travail est apparu à la Galería de la Raza (en) à San Francisco. En 1995, il expose au consulat du Mexique à Hambourg, en Allemagne. En 1996, un groupe de sculpture appelé El mal de amores (le mal de amours) dans une exposition intitulée « Enfermo de qué » (malade de quoi), consacrée à l'origine de la maladie, a fait une tournée en Europe. En 2002, il est au Parc de la Villette à Paris et au Fine Arts Centre Museum à Chicago. En 2006, il expose à la Texas Gallery à Houston et à la Boston Arts Academy puis, en 2007, au Musée Gardiner de Toronto et en 2008, aux Friends of Oaxaca Folk Art à New York. Toujours en 2008, il a créé une grande fresque murale en barro negro à l'Académie de Baseball de San Bartolo Coyotepec, sponsorisée par la Fondation Alfredo Harp Helú. En 2010, une exposition lui est consacrée à la Galerìa Arte Contemporàneo Noel Cayetano à Oaxaca.

## Reconnaissance
Son travail a reçu des distinctions telles que la première place en sculpture, le Grand Prix d'Art Populaire à Querétaro en 1986, le Prix National de la Jeunesse et des Arts Populaires en 1988. Son travail a fait l'objet de cinq catalogues publiés. En 2014, le Mexique a décerné à Pedro son Prix national des arts et des sciences dans la catégorie arts et traditions populaires.

## MEAPO
Il est actuellement directeur du Musée d'État de l'art populaire d'Oaxaca (MEAPO) dans sa ville natale, un musée consacré à l'artisanat de l'État d'Oaxaca, en particulier dans la région des Valles Centrales. Il a été l'un des principaux acteurs de la fondation de ce musée sous sa forme actuelle dans les années 2000